# Jean-Louis Carra
Jean-Louis Carra, född 9 mars 1743, död 31 oktober 1793, var en fransk politiker.
Carra var verksam som författare, efter revolutionsbrottet främst som journalist, och gjorde sig 1792 känd genom ett tal i jakobinklubben, där han föreslog att Ludvig XVI skulle ersättas som kung av någon utländsk furste. Samma år börajde han företräda ett republikanskt styre och tillhörde som medlem av konventet girondisternas ledande män. Han delade 1793 sina partivänners öde och avrättades.